# Mansoa
Mansoa DC.,  es un género de plantas de la familia Bignoniaceae que tiene 19 especies de árboles descritas y de estas solo 12 aceptadas. Se distribuyen por Centroamérica.

## Descripción
Son bejucos, con las ramitas teretes a subtetragonales, a veces con campos glandulares interpeciolares, pseudoestípulas más o menos semejantes a escamas, generalmente 2–3-seriadas. Hojas 3-folioladas o 2-folioladas con un zarcillo trífido o un zarcillo con un disco en el ápice o una cicatriz de zarcillo. Inflorescencia en forma de una panícula axilar o terminal o reducida a un racimo; cáliz cupular a tubular-campanulado, truncado a conspicuamente 5-dentado; corola blanca o rojo purpúrea, tubular-campanulada a tubular-infundibuliforme sobre un tubo angosto basal, puberulento y glanduloso-lepidoto por fuera al menos en los lobos; tecas divaricadas; ovario cilíndrico, más o menos glanduloso-papiloso o inconspicuamente puberulento; disco anular-pulvinado. Cápsula linear-oblonga, generalmente comprimida, paralela al septo, extremadamente plana a subterete, a veces tuberculada; semillas planas con alas membranáceas o semillas gruesas y casi sin alas.

## Taxonomía
El género fue descrito por Augustin Pyrame de Candolle  y publicado en Bibliotheque Universelle de Geneve ser. 2. 17: 128–129. 1838. La especie tipo es: Mansoa hirsuta

## Especies seleccionadas
| - Mansoa acuminatissima - Mansoa alliacea - Mansoa angustidens - Mansoa difficilis - Mansoa erythraea - Mansoa glaziovii - Mansoa hirsuta - Mansoa hymenaea - Mansoa kerere - Mansoa lanceolata | - Mansoa laevis - Mansoa montecillensis - Mansoa onahualcoides - Mansoa onohualcoides - Mansoa parvifolia - Mansoa schwackei - Mansoa standleyi - Mansoa truncata - Mansoa ventricosa - Mansoa verricufera - Mansoa verrucifera |